# Герб на Третия райх
Гербът на Третия райх (на немски: Reichsadler) или на Германската империя (1933-1945) (от хералдическа гледна точка - емблема) се състои от черен пруски орел, който е сграбчил в ноктите си лавров венец от дъбови листа със свастика в него.
След като НСДАП (Националсоциалистическата германска работническа партия) идва на власт през 1933 г. в Германия, орелът в герба на Ваймарската република се запазва като държавен символ до 1935 година. Титулярът на нацистката (националсоциалистическата) партия Адолф Хитлер настоява за държавен символ да се използва емблемата на стария черен пруски орел, заимстван от партията, държащ в ноктите си стилизиран дъбов лавров венец със свастика в центъра. Разликата между черния орел на НСДАП и имперския орел е, че първия гледа наляво, а втория – надясно.
След 1935 г. нацистите налагат обърнатия надясно свой партиен символ като национална емблема-герб. Новата версия на орела символизира империума и държавата и се нарича вече имперски орел (на немски: Reichsadler), за да може да се разграничава от партийния орел (на немски: Parteiadler). По този начин национален герб на империята става емблемата на НСДАП, заимствала стилизирано стария черен пруски орел, в сила от 5 ноември 1935 г. С допълващ декрет на фюрера от 7 март 1936 г. са извършени доуточнения за разперените криле на черния пруски орел и стилизирането на лавровия венец от дъбови листа, като се указва, че главата на орела е обърната надясно, а не като на партийния – наляво.

Главният символ на Третия Райх, представен от орела, символизира старото имперско хилядолетно наследство на Свещената Римска империя, като черния орел в Кралство Прусия - наследник на Тевтонския орден, се асоциира с основополагащия римски принцип на правото - в превод на немски Jedem das Seine. Лавровият венец е онзи, който държи робът над триумфатора в процесията по Виа Сакра, нашепвайки му в ухото: 
| „ | ((la)) Memento mori! Memento te hominem esse! Respice post te! Hominem te esse memento! | “ |

| „ | Помн̀и, че си смъртен! Помн̀и, че си само човек! Огледай се наоколо! Не забрявай този момент! | “ |

Свастиката в центъра на лавровия венец от дъбови листа символизира централната геополитическа идея на Третия райх – обединение на ариийския ареал под общ герб и общ флаг като знаме (виж Карл Хаусхофер).